# Parigi-Bourges 2019
La Parigi-Bourges 2019, sessantanovesima edizione della corsa, valevole come evento dell'UCI Europe Tour 2019 categoria 1.1, si svolse il 10 ottobre 2019 su un percorso di 193,9 km, con partenza da Gien e arrivo a Bourges, in Francia. La vittoria fu appannaggio del francese Marc Sarreau, il quale completò il percorso in 4h46'54", alla media di 40,551 km/h, precedendo i belgi Tom Van Asbroeck e Amaury Capiot.
Sul traguardo di Bourges 120 ciclisti, su 142 partiti da Gien, portarono a termine la competizione.

## Squadre partecipanti
| N.      | Cod. | Squadra                   |
| ------- | ---- | ------------------------- |
| 1-7     | GFC  | Groupama-FDJ              |
| 11-17   | ALM  | AG2R La Mondiale          |
| 21-27   | TDE  | Total Direct Énergie      |
| 31-37   | VCB  | Vital Concept-B&B Hotels  |
| 41-47   | DMP  | Delko Marseille Provence  |
| 51-57   | PCB  | Team Arkéa-Samsic         |
| 61-67   | COF  | Cofidis                   |
| 71-77   | SVB  | Sport Vlaanderen-Baloise  |
| 81-87   | RLY  | Rally UHC Cycling         |
| 91-97   | ICA  | Israel Cycling Academy    |
| 101-107 | WGG  | Wanty-Gobert Cycling Team |

| N.      | Cod. | Squadra                 |
| ------- | ---- | ----------------------- |
| 111-117 | NRL  | Natura4Ever-RLM         |
| 121-127 | CCD  | Differdange-GeBa        |
| 131-137 | AUB  | St Michel-Auber 93      |
| 142-147 | VBG  | Team Vorarlberg Santic  |
| 151-157 | AKT  | Akros-Thömus            |
| 161-166 | DSU  | Development Team Sunweb |
| 171-177 | AMO  | Amore & Vita-Prodir     |
| 181-187 | EVO  | EvoPro Racing           |
| 191-197 | WVA  | Wallonie Bruxelles      |
| 201-207 | EUS  | Euskadi-Murias          |

## Ordine d'arrivo (Top 10)
| Pos. | Corridore           | Squadra       | Tempo    |
| ---- | ------------------- | ------------- | -------- |
| 1    | Marc Sarreau        | Groupama      | 4h46'54" |
| 2    | Tom Van Asbroeck    | Israel        | s.t.     |
| 3    | Amaury Capiot       | Sport Vl.     | s.t.     |
| 4    | Andrea Pasqualon    | Wanty         | s.t.     |
| 5    | Colin Stüssi        | Vorarlberg    | s.t.     |
| 6    | Anthony Turgis      | Total Direct  | s.t.     |
| 7    | Evaldas Šiškevicius | Delko         | s.t.     |
| 8    | Pierre Barbier      | Natura4Ever   | s.t.     |
| 9    | Nils Eekhoff        | Dev. Sunweb   | s.t.     |
| 10   | Bert De Backer      | Vital Concept | s.t.     |